# Pycnonotus bimaculatus
El bulbul bimaculado (Pycnonotus brunneus) es una especie de ave paseriforme de la familia Pycnonotidae. Es endémica de Indonesia, encontrándose únicamente en zonas montañosas de las islas de Sumatra, Java y Bali

## Subespecies
Se reconocen las siguientes subespecies:
- Pycnonotus bimaculatus snouckaerti
- Pycnonotus bimaculatus barat
- Pycnonotus bimaculatus bimaculatus